# Ruvettus pretiosus

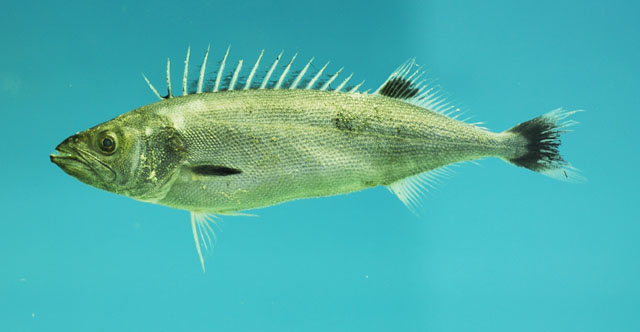

Il ruvetto o tirsite (Ruvettus pretiosus Cocco, 1833) è un pesce di mare appartenente alla famiglia Gempylidae, unica specie del genere Ruvettus Cocco, 1833. È detto anche "pesce olio" (Oilfish).

## Distribuzione e habitat
È una specie che può essere definita cosmopolita in acque temperate e calde. Nel mar Mediterraneo e nelle acque italiane non è comune. 

Si tratta di un pesce batipelagico diffuso a profondità tra la superficie (molto raramente) e gli 800-1000 m.

## Descrizione
Corpo allungato e fusiforme, occhi grandi, bocca molto grande che supera l'occhio armata di forti denti caniniformi. La pinna caudale è falcata, la pinna dorsale è divisa in 2 parti, l'anteriore è molto bassa con corti raggi spiniformi mentre la parte posteriore è più alta e simmetrica ed opposta alla pinna anale, le pinne ventrali sono piccole, sono presenti 2 pinnule sul peduncolo caudale. Le squame sono fornite di tubercoli ossei molto duri che sporgono dalla pelle. La linea laterale è assente. 

Il colore è nero o bruno violaceo molto scuro con minute punteggiature chiare dovute ai tubercoli ossei cutanei. 

La taglia può superare i 2 metri ed i 50 kg di peso.

## Alimentazione
Si ciba prevalentemente di pesci, calamari e crostacei.

## Pesca
Principalmente casuale con palamiti di profondità o reti a strascico.

## Consumo
Le carni sono molto apprezzate (da cui il nome specifico di pretiosus) ma possono avere effetti sgradevolmente lassativi per l'alto contenuto di olio.
Insieme all'escolar ne è stata vietata la commercializzazione in Svizzera nel 2007, per i possibili disturbi alla salute (keriorrea, crampi, cefalee e vomito all'ingestione) causati dalla presenza elevata di esteri di cera nel suo grasso: più ridotta se sottoposto all'affumicatura a caldo, che quindi ne favorisce la commestibilità.